# Fragile (álbum de Yes)
Fragile —en español: Frágil— es el cuarto álbum de estudio del grupo británico de rock progresivo Yes, editado en 1971 por Atlantic Records. 

## Detalles
Se le conoce principalmente por la canción "Roundabout", que fue lanzada como sencillo en Estados Unidos en una versión editada. Este fue el primer álbum de Rick Wakeman con Yes, y el primer lanzamiento de la banda en alcanzar los primeros 10 lugares en ventas a ambos lados del Atlántico.
Fragile salió a la venta en el Reino Unido en noviembre de 1971. Su lanzamiento en Norteamérica fue retrasado dos meses para aprovechar el aún creciente apogeo de la popularidad de The Yes Album.
A diferencia de los primeros lanzamientos de Yes, este álbum pone en primer plano los talentos de cada miembro de la banda como solista. "We Have Heaven" es un solo de Jon Anderson, en el que el vocalista interpreta múltiples partes vocales sobrepuestas (una técnica que después usaría en su primer disco como solista Olias of Sunhillow), por otro lado, "Five per Cent for Nothing", "The Fish", "Cans & Brahms" y "Mood for a Day" son los solos de Bill Bruford, Chris Squire, Rick Wakeman y Steve Howe, respectivamente. El resto de las canciones contienen la participación de todo el grupo.
Una versión del álbum en DVD-Audio fue lanzada en 2002, incluyendo sonido Dolby Digital, mezcla DTS surround y otras características adicionales.
Fragile (Atlantic 2401 019) alcanzó el #7 en las listas de popularidad del Reino Unido. En Estados Unidos alcanzó el #4, con una duración en la lista de 46 semanas.

## Lista de canciones
Lado A
1. "Roundabout" (Jon Anderson/Steve Howe) - 8:33
2. "Cans and Brahms" (Rick Wakeman) - 1:38
3. "We Have Heaven" (Jon Anderson) - 1:40
4. "South Side of the Sky" (Jon Anderson/Chris Squire) - 7:58

Lado B
1. "Five per Cent for Nothing" (Bill Bruford) - 0:35
2. "Long Distance Runaround" (Jon Anderson) - 3:30
3. "The Fish (Schindleria Praematurus)"[2] (Chris Squire) - 2:39[3]
4. "Mood for a Day" (Steve Howe) - 3:00
5. "Heart of the Sunrise" (Jon Anderson/Chris Squire/Bill Bruford) - 11:27

Bonus tracks 2003
1. "America" - 10:31
2. "Roundabout (Early Rough Mix)" - 8:35

## Integrantes
- Jon Anderson: voz
- Chris Squire: bajo, voz
- Steve Howe: guitarra eléctrica y acústica, voz
- Rick Wakeman: órgano, piano, piano eléctrico y clave, melotrón y sintetizador
- Bill Bruford: batería, percusión